# Vereniging van Directeuren van Elektriciteitsbedrijven in Nederland
De Vereniging van Directeuren van Elektriciteitsbedrijven in Nederland (V.D.E.N.) is een voormalig belangenorganisatie die, in een periode van ruim 87 jaar, de regie voerde over de elektrificatie van Nederland.

## Geschiedenis
Aan het eind van de negentiende eeuw kwam in Nederland de elektrificatie langzaam op gang en dan met name bij enkele pioniers en bedrijven. Om hier meer grip op te krijgen (en om de eigen belangen te beschermen) werden begin jaren 1910-20 de provinciale en gemeentelijke elektriciteitsbedrijven opgericht. Omdat de meeste bedrijven alleen binnen het eigen grondgebied leverden, waren er nog weinig tot geen gemeenschappelijke belangen. Met de sterke toename van elektriciteitsvoorzieningen in Nederland groeide de behoefte om zich te organiseren. Op 4 oktober 1913 werd daartoe in Den Haag de "Vereniging van Directeuren van Electriciteitsbedrijven in Nederland" opgericht. Alleen hoofddirecteuren van de grotere elektriciteitsbedrijven waren lid.
Om allerlei zaken op elektriciteitsgebied te bestuderen werden door de V.D.E.N. diverse commissies ingesteld. In deze commissies kwamen veel, vooral technische, onderwerpen aan de orde die belangrijk waren voor de toekomst van de elektriciteitsvoorziening in Nederland. In 1921 kreeg de vereniging de beschikking over het "Centraal Bureau", dat onder leiding kwam te staan van Jacob Cornelis van Staveren en waar leden met hun vragen terecht konden.
Om de kwaliteit en de veiligheid van elektrische apparaten te verhogen besloot de V.D.E.N. om een eigen keuringsinstituut in het leven te roepen. In 1927 werd hiertoe de "N.V. tot Keuring van Electrotechnische Materialen", beter bekend als de KEMA, opgericht. Het zou tot 1968 duren voordat het KEMA-keur wettelijk verplicht werd gesteld voor alle elektrotechnische materialen dat op markt verscheen.
Hoewel de VDEN een beperkt ledental had nam het werk en het belang ervan zoveel toe dat besloten werd om taken te laten overnemen door andere organisaties. In 1949 werd de "N.V. Samenwerkende Elektriciteits-Productiebedrijven" (SEP) opgericht, in 1952 de "Vereniging van Exploitanten van Elektriciteitsbedrijven in Nederland" (VEEN) en in 1965 de Gemeenschappelijke Kernenergiecentrale Nederland (GKN), de eigenaar van kerncentrale Dodewaard.

## Voorlichting
Een andere taak die de vereniging op zich nam was de voorlichting van elektriciteit op scholen en aan huishoudens. Dat resulteerde in schoolboeken, kook- en huishoudboeken die op grote schaal werden verkocht. Daarnaast werden namens de V.D.E.N. in Arnhem huishoud- en kookdemonstraties gehouden door speciaal daarvoor opgeleide demonstratrices. Naast boeken gaf de vereniging ook tijdschriften uit, waaronder 'Sterkstroom' die voor het eerst op 31 januari 1923 verscheen.

## Opheffing
Vanaf de jaren zeventig begon de overheid zich intensiever met de organisatie van het elektriciteitswezen te bemoeien. Hierdoor begon de V.D.E.N. zich terug te trekken naar haar oorspronkelijke doel: overleg en coördinatie van zaken. In 1998 kwam de tweede Elektriciteitswet gereed die, in lijn met de Europese Elektriciteitsrichtlijn, een eind maakte aan de centrale sturing van elektriciteitsproductie. Dit bracht een liberalisatie van de energiemarkt op gang waarbij de energiecentrales van provinciale en gemeentelijke elektriciteitsbedrijven werden opgekocht door grote buitenlandse bedrijven, zoals E.ON, Electrabel, Vattenfall en RWE. De distributiegedeeltes kwamen in handen van publieke energiebedrijven.
Omdat de V.D.E.N. in de ontstane vrije markt geen bestaansrecht meer had besloot de vereniging op 13 januari 2000 om zich per 1 juli van dat jaar op te heffen.